# Spatulipalpia
Spatulipalpia is een geslacht van vlinders van de familie snuitmotten (Pyralidae), uit de onderfamilie Phycitinae.

## Soorten
- S. albicostalis Hampson, 1912
- S. albistrialis Hampson, 1912
- S. ambahonella Viette, 1964
- S. effosella Ragonot, 1893
- S. leucomichla Meyrick, 1934
- S. macropalpa Roesler & Kuppers, 1979
- S. mimarcha Meyrick, 1937
- S. monstrosa Balinsky, 1994
- S. pallicostalis (Walker, 1863)
- S. pectinatella de Joannis, 1915
- S. shiva Roesler & Kuppers, 1979
- S. sideritis Meyrick, 1934
- S. stomataula Meyrick, 1933